# Diócesis de Gurué
La diócesis de Gurué (en latín: Dioecesis Guruensis y en portugués: Diocese de Gurué) es una circunscripción eclesiástica de la Iglesia católica en Mozambique. Se trata de una diócesis latina, sufragánea de la arquidiócesis de Nampula. Desde el 2 de febrero de 2021 su obispo es Inácio Lucas Mwita.

## Territorio y organización

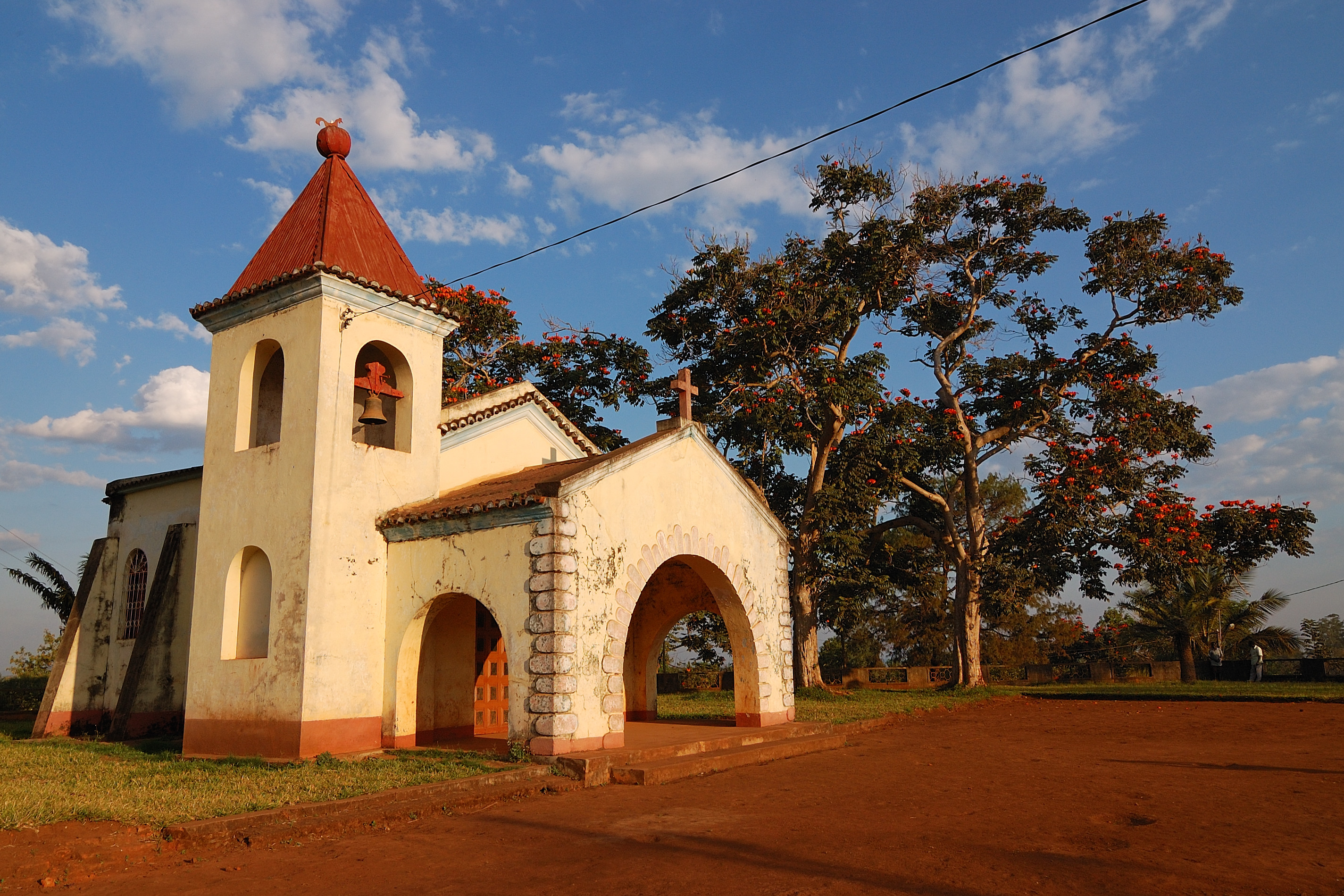
Capilla en la diócesis de Gurué

La diócesis tiene 18 578 km² y extiende su jurisdicción sobre los fieles católicos de rito latino residentes en parte de la provincia de Zambezia, comprendiendo los distritos de: Gurué, Molumbo (creado en 2013 con el puesto administrativo de Molumbo que pertenecía al distrito de Milange más la localidad de Tetete del puesto administrativo de Lioma del distrito de Guruè), Namarroi e Ile (en 2013 perdió el puesto administrativo de Mulevala, que fue elevado a distrito).
La sede de la diócesis se encuentra en la ciudad de Gurué, en donde se halla la Catedral de San Antonio de Padua.
En 2025 en la diócesis existían 12 parroquias.

## Historia
La diócesis fue erigida el 6 de diciembre de 1993 mediante la bula Enixam suscipientes del papa Juan Pablo II, obteniendo el territorio (entonces distritos de Gurué, Namarroi, Ile, Alto Molocue, Gilé y Pebane y el puesto administrativo de Molumbo del distrito de Milange) de la diócesis de Quelimane.
Inicialmente sufragánea de la arquidiócesis de Beira, en 2017 pasó a formar parte de la provincia eclesiástica de Nampula.
El 23 de enero de 2025 cedió una porción de su territorio (distritos de Pebane, Gilé, Alto Molocue y Mulevala) para la erección de la diócesis de Alto Molocue por el papa Francisco.

## Estadísticas
Según el Boletín diario de la Santa Sede de 23 de enero de 2025 la diócesis tenía en ese momento un total de 559 783 fieles bautizados.
| Año                                                                             | Población            | Población | Población      | Sacerdotes | Sacerdotes    | Sacerdotes    | Bautizados por sacerdote | Diáconos permanentes | Religiosos | Religiosos | Parroquias |
| Año                                                                             | Bautizados católicos | Total     | % de católicos | Total      | Clero secular | Clero regular | Bautizados por sacerdote | Diáconos permanentes | Varones    | Mujeres    | Parroquias |
| ------------------------------------------------------------------------------- | -------------------- | --------- | -------------- | ---------- | ------------- | ------------- | ------------------------ | -------------------- | ---------- | ---------- | ---------- |
| 1999                                                                            | 192 500              | 1 150 000 | 16.7           | 33         | 9             | 24            | 5833                     |                      | 31         | 30         | 13         |
| 2000                                                                            | 212 000              | 1 175 000 | 18.0           | 36         | 13            | 23            | 5888                     |                      | 31         | 22         | 13         |
| 2001                                                                            | 227 000              | 1 175 000 | 19.3           | 39         | 17            | 22            | 5820                     |                      | 29         | 24         | 13         |
| 2002                                                                            | 259 500              | 1 200 000 | 21.6           | 40         | 23            | 17            | 6487                     |                      | 30         | 22         | 13         |
| 2003                                                                            | 234 600              | 1 400 000 | 16.8           | 60         | 24            | 36            | 3910                     | 3                    | 41         | 13         | 15         |
| 2004                                                                            | 239 000              | 1 428 000 | 16.7           | 35         | 26            | 9             | 6828                     | 1                    | 12         | 1          | 14         |
| 2006                                                                            | 247 000              | 1 482 000 | 16.7           | 37         | 19            | 18            | 6675                     |                      | 24         | 22         | 15         |
| 2013                                                                            | 642 651              | 1 732 000 | 37.1           | 43         | 27            | 16            | 14 945                   |                      | 26         | 35         | 19         |
| 2016                                                                            | 725 863              | 2 156 578 | 33.7           | 47         | 31            | 16            | 15 443                   |                      | 26         | 46         | 20         |
| 2019                                                                            | 948 142              | 2 185 380 | 43.4           | 48         | 30            | 18            | 19 752                   |                      | 20         | 47         | 25         |
| 2021                                                                            | 1 003 543            | 2 192 807 | 45.8           | 48         | 29            | 19            | 20 907                   |                      | 21         | 58         | 25         |
| 2023                                                                            | 1 000 595            | 2 193 321 | 45.6           | 57         | 36            | 21            | 17 554                   |                      | 31         | 52         | 25         |
| 2025                                                                            | 559 783              | 1 255 736 | 44.6           | 33         | 24            | 9             | 16 963                   |                      |            | 37         | 12         |
| Fuente: Catholic-Hierarchy, que a su vez toma los datos del Anuario Pontificio. |                      |           |                |            |               |               |                          |                      |            |            |            |

## Episcopologio
- Manuel Chuanguira Machado (6 de diciembre de 1993-9 de octubre de 2009 renunció)
- Francisco Lerma Martínez, I.M.C. † (24 de marzo de 2010-24 de abril de 2019 falleció)[nota 1]
- Inácio Lucas Mwita, desde el 2 de febrero de 2021